# Apelgården
Apelgården är ett delområde i stadsdelen Rosengård i Malmö. Apelgården begränsas i söder av Amiralsgatan och i norr av Östra kyrkogården. Området består enbart av bostadsrätter från 1960-talet. Husgrupperna består av niovåningshus och trevånings lamellhus.
I området finns Apelgårdsskolan (F-9) och Ulricedals förskola. 

## Apelgården
1966 beslöt man att bygga låga flerbostadshus av typ lamellhus i Apelgården. Hushöjden var anpassad för inflygningen till den intilliggande Bulltofta flygplats.
1967-1968 ändrades stadsplanen eftersom flygplatsen skulle flytta till Sturup där den finns idag. Efter detta beslöt man att bygga trevånings lamellhus och skivhus i nio våningar. Bygget startades hösten 1968 och var klart sommaren 1970. HSB stod som byggherre för hela Apelgården. Bostadsrättsföreningarna Ida och Hilda har fått sina namn från familjemedlemmar i släkten Kockum, som tidigare ägde marken.
Niovåningshusen är placerade parallellt med varandra. Lamellhusen på tre våningar är grupperade lite annorlunda. Niovåningshusen ligger vid Amiralsgatan, Ida-delen, är placerade parallellt med gatan. Trevåningshusen som tillhör Hilda-delen är placerade vinkelrätt mot varandra. De flesta av lägenheterna är treor, men det finns även tvåor och fyror. Alla gårdarna mellan de stora höghusen präglas idag av stora grönområden med fina och nybyggda lekplatser, grillplatser, sittplatser m.m. Dessa renoverades mellan åren 2002-2003, då man också renoverade höghusen på Hilda-delen. Där fick husen bland annat ny fasad, inglasade balkonger och nybyggda entréöppningar med elektroniskt säkerhetssystem.

## Befolkning
I Apelgården bodde 3 546 personer den 1 januari 2008. Majoriteten av befolkningen består av invandrare (61 % utlandsfödda samt 19 % födda i Sverige med två utlandsfödda föräldrar). De fem största grupperna är från Jugoslavien, Bosnien-Hercegovina, Danmark, Turkiet och Polen.
På Apelgården bor många av de ursprungliga invånarna kvar, även många svenskar, som flyttade hit när lägenheterna byggdes.[källa behövs]